# Ваховский, Мирослав Станислав
Мирослав Станислав Ваховский (пол. Mirosław Stanisław Wachowski; род. 8 мая 1970, Пиш, ПНР) — польский прелат, ватиканский дипломат и куриальный сановник. Заместитель Секретаря по отношениям с государствами (третий по значимости пост в дипломатической службе Ватикана) с 24 октября 2019. 

## Ранние годы, образование и священство
Мирослав Станислав Ваховский родился 8 мая 1970 года в Пише, в Польской Народной Республике.
Ваховский был рукоположен в священника 15 июня 1996 года епископом Войцехом Жембой и был инкардинирован в епархию Элка. Ваховский имеет учёную степень в области канонического права.
В 2002 году он начал готовиться к дипломатической службе в Папской Церковной Академии.

## На дипломатической службе Святого Престола
Ваховский поступил на дипломатическую службу Святого Престола 1 июля 2004 года, служа в свою очередь секретарём апостольских нунциатур: в Сенегале (2004—2007), при ОБСЕ в Вене (2007—2011) и в Польше (2011—2015). В 2015 году он начал работать в Секции по отношениям с государствами Государственного секретариата Святого Престола.
24 октября 2019 года монсеньор Мирослав Станислав Ваховский Папой Франциском был назначен заместителем Секретаря по отношениям с государствами, сменив Антуана Камиллери, который был назначен апостольским нунцием и возведён в ранг титулярного архиепископа.
Мирослав Станислав Ваховский свободно говорит по-английски также как и по-французски, по-итальянски и по-русски.